# Peter Schindler (Pfarrer)
Peter Schindler (* 16. Februar 1892 in Frederiksberg; † 14. Februar 1967 ebenda) war ein dänischer römisch-katholischer Pfarrer und Schriftsteller.
Schindler studierte ab 1909 Evangelische Theologie und konvertierte 1914 zur römisch-katholischen Kirche. Anschließend setzte er sein Studium in Rom fort und empfing 1918 die Priesterweihe in Siena. Nach kurzem Dienst als Kaplan in Kopenhagen und weiteren Studien in Italien hatte er verschiedene Pfarrstellen in Dänemark inne. Ab 1946 wohnte er wieder in Rom im Collegio Teutonico di Santa Maria dell’Anima.
Neben zahlreichen Monografien und biographischen sowie touristischen Werken veröffentlichte Schindler 1953 eine bedeutende Übersetzung des Neuen Testaments in die  dänische Sprache.